# Beuzeville-la-Bastille
 Beuzeville-la-Bastille  es una población y comuna francesa, en la región de Baja Normandía, departamento de Mancha, en el distrito de Cherbourg-Octeville y cantón de Sainte-Mère-Église.

## Demografía
| 206 | 243 | 225 | 166 | 166 | 161 |
| Para los censos de 1962 a 1999 la población legal corresponde a la población sin duplicidades (Fuente: INSEE [Consultar]) |     |     |     |     |     |